# Kasper Stadaas
Kasper Stadaas (* 21. Februar 1994) ist ein norwegischer Skilangläufer.

## Werdegang
Stadaas, der für den IL Heming startet, trat international erstmals bei den Nordischen Junioren-Skiweltmeisterschaften 2013 in Liberec in Erscheinung. Dort wurde er Siebter im Sprint. Im Dezember 2014 startete er in Lillehammer erstmals im Skilanglauf-Scandinavian-Cup und belegte dabei den 129. Platz über 15 km Freistil.
Im Februar 2017 wurde er Zweiter beim Engelbrektsloppet und lief in Drammen sein erstes Weltcuprennen, welches er auf dem 51. Platz im Sprint beendete. Nach zwei zweiten Plätzen bei FIS-Rennen in Beitostølen und in Gålå zu Beginn der Saison 2017/18, holte er Anfang Dezember 2017 in Lillehammer mit dem siebten Platz seine ersten Weltcuppunkte. In der Saison 2021/22 gewann er den La Diagonela und den Årefjällsloppet und errang damit den vierten Platz in der Gesamtwertung der Ski Classics. Im April 2022 wurde er zusammen mit Harald Astrup Arnesen norwegischer Meister im Teamsprint. In der folgenden Saison siegte er beim Isergebirgslauf und erreichte mit dritten Plätzen erneut den vierten Platz in der Gesamtwertung. In der Saison 2023/24 holte er vier Siege, darunter beim La Diagonela und wurde abschließend mit zwei zweiten Plätzen Zweiter in der Gesamtwertung der Ski Classics. Im Januar 2025 triumphierte er beim 3 Zinnen Ski-Marathon.

## Erfolge

### Siege bei Continental-Cup-Rennen
| Nr. | Datum            | Ort    | Disziplin       | Serie              |
| --- | ---------------- | ------ | --------------- | ------------------ |
| 1.  | 23. Februar 2020 | Moskau | Sprint Freistil | Eastern Europe Cup |

### Siege bei Ski-Classics-Rennen
| Nr. | Datum             | Ort           | Rennen                | Disziplin                       |
| --- | ----------------- | ------------- | --------------------- | ------------------------------- |
| 1.  | 22. Januar 2022   | Zuoz          | La Diagonela          | 55 km klassisch Massenstart     |
| 2.  | 26. März 2022     | Vålådalen–Åre | Årefjällsloppet       | 100 km klassisch Massenstart    |
| 3.  | 12. Februar 2023  | Bedřichov     | Isergebirgslauf       | 50 km klassisch Massenstart     |
| 4.  | 10. Dezember 2023 | Bad Gastein   | Bad Gastein Criterium | 36 km klassisch Massenstart     |
| 5.  | 20. Januar 2024   | Zuoz          | La Diagonela          | 55 km klassisch Massenstart     |
| 6.  | 17. Februar 2024  | Orsa          | Grönklitt Classic     | 60 km klassisch Massenstart     |
| 7.  | 18. Februar 2024  | Orsa          | Grönklitt ITT         | 13 km klassisch Individualstart |
| 8.  | 11. Januar 2025   | Sexten        | 3 Zinnen Ski Marathon | 60 km klassisch Massenstart     |